# Sturmpanzer I
Het Duitse pantservoertuig Sturmpanzer I "Bison" is een zwaar infanteriekanon gemonteerd op het tankchassis van de PzKpfw I Ausf B - Sd.Kfz. 101 om de infanterie van pantsereenheden nabije artillerieondersteuning te geven. Het is een variant van de Panzerkampfwagen I.

## Achtergrond
De Sturmpanzer I werd gemaakt door het bedrijf Alkett waarbij de bovenstructuur en geschutskoepel van de PzKpfw I Ausf. B werd weggenomen en een vierkante afscherming (welke aan de achterzijde en bovenzijde open was) in de plaats gezet. Het 15cm-sIG-geschut werd met zijn normale basis op het chassis van de PzKpfw I Ausf B - Sd.Kfz. 101 gezet waardoor het zwaar geschut de infanterie tijdens de gevechten van nabij kon volgen. Het tankkanon werd bediend door vier personen.

## Dienstjaren
In februari 1940 werden 38 stuks PzKpfw I Ausf B - Sd.Kfz. 101 omgevormd tot de PzKpfw I Ausf B - 15 cm sIG33(Sf) waarna ze bij de sIG (Sf) compagnieën 701-706 (Zware-Infanterie-Geschut (SP) compagnieën) werden toegevoegd. De compagnieën 701-706 waren toegewezen bij zes pantserdivisies voor campagne Fall Gelb in België, Nederland en Frankrijk, mei-juni 1940. Verscheidene sIG33 (Sf) waren midden 1943 nog steeds in dienst bij de 704e Schwere Infanteriegeschütz Abteilung van de 5e pantserdivisie operationeel in de Sovjet-Unie.